# If I Were a Melody
If I Were a Melody är Firefox AK:s andra studioalbum, utgivet 2008 på Razzia Records.
En video gjordes till låten "Winter Rose", vilken regisserades av Robin Robinovich. "Winter Rose" släpptes även som singel.

## Låtlista
Alla låtar är skrivna av Rasmus Kellerman och Andrea Kellerman.
1. "Where Are We Going?" - 3:59
2. "Once I Was Like You" - 3:57
3. "Winter Rose" - 3:19
4. "The Flutter of a Wing" - 3:13
5. "Techno Tears" - 2:58
6. "The River" - 4:08
7. "Pushing" - 4:26
8. "A Faint Idea" - 3:18
9. "All I Hear" - 3:13
10. "Shero" - 4:51
11. "You're Not Lucky" - 3:28
12. "Everytime I Ride My Bike" - 3:33

## Personal
- Ulrica Brunner- sång (spår 1, 4)
- Matt Didemus - mixning, producent (spår 9, 11)
- Viktor Ginner - producent (1-8, 10, 12), sång (spår 7)
- Andreas Hogby - sång (spår 9)
- Henrik Jonsson - mastering
- Andrea Kellerman - artwork, producent (spår 1-4, 6-8, 10, 12)
- Rasmus Kellerman - artwork, gitarr (spår 1-2, 5-6), sång (spår 3)
- Staffan Larsson - illustration

## Mottagande
Skivan snittar på 3,2/5 på Kritiker.se, baserat på sexton recensioner.

### Fotnoter
1. 1 2  ”If I Were a Melody”. Discogs.com. http://www.discogs.com/Firefox-AK-If-I-Were-A-Melody/release/1416474. Läst 6 april 2012.
2. ↑  ”Firefox AK:s diskografi”. Discogs.com. http://www.discogs.com/artist/Firefox+AK. Läst 6 april 2012.
3. ↑  ”If I Were a Melody”. Kritiker.se. https://kritiker.se/skivor/firefox-ak/if-i-were-a-melody/. Läst 6 april 2012.